# پایگاه هوایی چارباتیا
پایگاه هوایی چارباتیا (به انگلیسی: Charbatia Air Base) یک فرودگاه است که یک باند فرود آسفالت دارد و طول باند آن ۲۷۴۳ متر است. این فرودگاه در شهر کوتاک کشور هند قرار دارد .